# Голям Девесил
Голям Девесил е село в Южна България. То се намира в община Крумовград, област Кърджали.

## География
Местността е изцяло планинска, слабо населен район. Климатът е благоприятен, подходящ за земеделие, но поради планинския терен няма големи земеделски площи.
Село Голям Девесил се намира в планински район.

## Население
Численост и дял на етническите групи според преброяването на населението през 2011 г.:
|                     | Численост | Дял (в %) |
| Общо                | 148       | 100,00    |
| Българи             | 46        | 31,08     |
| Турци               | 0         | 0,00      |
| Цигани              | 0         | 0,00      |
| Други               | 3         | 2,02      |
| Не се самоопределят | 0         | 0,00      |
| Неотговорили        | 99        | 66,89     |

## Религии
Християнска

## Други
Основният поминък е отглеждането на тютюн. По-специално на тип ориенталски тютюн. Отглежда се и пипер - капия, различни сортове. Почти всички жители на селото отглеждат домашни животни - обикновено крава, магаре, домашни кокошки на семейство. В района се отглеждат и овце. В землището на селото се намира добре запазена воденица.